# Monika Vasik
Monika Vasik (geboren am 23. September 1960 in Wien) ist eine österreichische Schriftstellerin und Lyrikerin.

## Leben und Wirken
Monika Vasik wurde in Wien geboren. Sie hat ab 1979 ein Medizinstudium an der Universität Wien absolviert und arbeitete seit ihrer Promotion 1986 als Ärztin. Sie war u. a. wissenschaftliche Mitarbeiterin am Ludwig-Boltzmann-Institut für Leukämieforschung und Hämatologie in Wien, absolvierte danach eine Ausbildung zur Ärztin für Allgemeinmedizin und arbeitete in diesem Beruf bis 2015. Seither ist sie freie Schriftstellerin.
Schon als Jugendliche verfasste sie literarische Essays, Märchen und Gedichte. 1997 begann sie, erste Texte zu veröffentlichen, darunter in Anthologien und Literaturzeitschriften wie Sterz, Die Rampe, Krautgarten, Podium und anderen. Neben eigener Lyrik und Prosa sowie Kurztexten veröffentlicht sie auch Rezensionen, u. a. für die Literaturzeitschrift Podium, für die Literaturbeilage Spectrum von Die Presse und das mittlerweile eingestellte Onlinemagazin Fixpoetry.
2018 war sie Mitbegründerin und bis 2022 Mitverantwortliche der österreichischen Lyrikplattform Poesiegalerie – Forum für zeitgenössische Lyrik. 
Monika Vasik ist Mitglied verschiedener Verbände und Netzwerke, darunter der Interessengemeinschaft Autorinnen Autoren, seit 1996 Mitglied der AGA Arbeitsgemeinschaft Autorinnen, seit 2006 des Literaturkreises Podium, seit 2013 der Grazer Autorinnen Autorenversammlung sowie seit 2024 des Österreichischen Schriftsteller/innenverbands.
Die Schriftstellerin lebt in Wien.

## Auszeichnungen
- 1999: 3. Preis beim Hermes-Kurzprosawettbewerb
- 2003: Lise-Meitner-Literaturpreis[5]
- 2013: 2. Preis beim Glödnitzer Literaturwettbewerb
- 2020: Publikumspreis beim Feldkircher Lyrikpreis[6]
- 2020: Alfred-Kolleritsch-Würdigungspreis für das Projekt Poesiegalerie gemeinsam mit Peter Clar und Udo Kawasser[7]
- 2021: Alexander-Sacher-Masoch-Preis gemeinsam mit Peter Clar und Udo Kawasser für die Poesiegalerie

## Werke
- nah.auf.stellung. Gedichte, Verlagshaus Hernals, Wien 2011, ISBN 978-3-902744-15-9.
- zwei.hautnah. Liebesgedichte, Verlagshaus Hernals, Wien 2012, ISBN 978-3-902744-46-3.
- himmelhalb. Gedichte, Verlagshaus Hernals, Wien 2015, ISBN 978-3-902975-22-5.
- Podium Porträt 84. Gedichte, Wien 2015, ISBN 978-3-902886-22-4.
- hochgestimmt. Gedichte, Elif Verlag, Nettetal 2019, ISBN 978-3-946989-18-9.
- Knochenblüten. Gedichte, Elif Verlag, Nettetal 2022, ISBN 978-3-946989-51-6.